# Jef van der Heyden
Jef van der Heyden ook Jef van der Heijden (Hilvarenbeek, 7 juni 1926 – Meerle, 23 juni 2011) was een Nederlands filmregisseur en schrijver.
Van der Heyden zat tijdens de Tweede Wereldoorlog in het verzet, evenals zijn ouders, broers en zussen. Zijn vader en twee van zijn broers keerden niet terug uit gevangenschap. Na de oorlog was Van der Heyden directeur van het openluchttheater te Beetsterzwaag. Hij schreef in 1960 mee aan het script voor de film De Zaak M.P. en debuteerde het jaar erop als regisseur met de jeugdfilm De Laatste Passagier (1961).
Deze twee projecten waren redelijk succesvol en Van der Heyden schreef en regisseerde vervolgens de film Fietsen naar de maan, een project dat hij helemaal in eigen beheer ontwikkelde onder de naam PAN. Hij liet in de film een jonge Jeroen Krabbé debuteren met de zin Is er nog koffie lui!. De film had maar een korte roulatie vanwege de slecht te volgen verhaallijn.
Van der Heyden regisseerde in de jaren daarna wat korte films en begon dan aan de film Ongewijde Aarde. Het project werd voor Van der Heyden een fiasco, omdat hij voor het gerecht gedaagd werd wegens het ongevraagd in beeld brengen van een echte begrafenis, en omdat de film door de filmkeuring werd verboden. Van der Heyden hield er een grote schuldenlast aan over.
Hij vertrok naar Ierland en ging daar aan de slag als filmmaker. Eind jaren zeventig kreeg hij van Vlaamse financiers de opdracht om Hubert Lampo's roman (De goden moeten hun getal hebben (1969) te verfilmen. In 1997 maakte Huub van der Put voor de NPS de documentaire Jef van der Heijden - Fietser naar de maan. Daarin werd ook eerherstel bepleit voor Blauw licht (1966), een vrij onbekende, autobiografische korte speelfilm van Van der Heijden over het verzet en de nasleep voor de overlevenden. In 2006 verscheen nog een korte (video)documentaire over de filmer, Rode wijn en natte voeten van Dré Didderiëns. Daarin vertelde hij over zijn bijzondere band met Ierland en de vriendschap met Didderiëns die hij daar leerde kennen.
Van der Heyden overleed op 85-jarige leeftijd.

## Filmografie
- Kasper in de onderwereld (1979) (regie en screenplay)
- Move (1970) korte film
- Ongewijde Aarde (1967) (regie en schrijver)
- In het belang van de staat (1966) korte film
- Blauw licht (1966) (regie en schrijver)
- Fietsen naar de maan (1963) (regie en schrijver)
- De Laatste Passagier (1961) (regie en schrijver)
- Koen (1961) korte film
- De zaak M.P. (1960) (co-schrijver)